# Pasquale Pozzi
Pasquale Pozzi (Busto Arsizio, 1820 – Busto Arsizio, 1871) è stato un imprenditore e politico italiano.
Fu industriale tessile e, per diversi anni, fu sindaco della sua città natale. Faceva parte di una delle più ricche famiglie di Busto Arsizio, disponendo di un cospicuo patrimonio. Era nipote di padre Antonio Pozzi, compositore di musica sacra e cappellano cantore pontificio sotto papa Gregorio XVI. Fu il fondatore della società da cui sarebbe nato il gruppo industriale Pozzi Electa.

## Biografia
Pasquale Pozzi nacque a Busto Arsizio nel 1820, figlio di un piccolo proprietario terriero.
Agli inizi degli anni '40 dell'Ottocento, l'imprenditore Carlo Ottolini (titolare della società Ottolini & Ferrario) lo chiamò per aiutarlo nella gestione di una filatura di cotone costruita ad Olgiate Olona nel 1834 e che era costituita da circa 300 fusi. Pasquale Pozzi sposò Marietta Ottolini, la figlia primogenita di Carlo Ottolini. Al momento della morte di quest'ultimo, avvenuta nel 1858, lo sostituì nella gestione dell'impresa di Olgiate e dei circa 150 telai a mano di Busto; cambiò la ragione sociale della Ottolini & Ferrario sostituendo il suo nome a quello del suocero e fondando così la Pasquale Pozzi filatura e tessitura.
Successivamente costruì una filatura da 5000 fusi a Olgiate Olona. Collaborò con Carlo Ottolini (omonimo del suocero) all'ampliamento degli stabilimenti del suo cotonificio, una parte del quale oggi ospita il Museo del tessile e della tradizione industriale di Busto Arsizio.
Fu tra i fondatori della Guardia nazionale italiana e fu coinvolto, assieme ad altri industriali della zona, nella fondazione della Banca di Busto Arsizio.
Pasquale Pozzi partecipò all'attività politica e civile del borgo di Busto Arsizio e resse con capacità il Comune dal 1856 al 1859. Caduta nel 1859 la dominazione austriaca, nelle prime elezioni amministrative del gennaio 1860 col nuovo ordinamento del regno Piemontese-Lombardo, Pasquale Pozzi venne designato dal governo piemontese primo sindaco di Busto nel nuovo Stato italiano. Mantenne tale carica fino al 1863, anno precedente all'elevazione di Busto Arsizio a città.
Durante la sua amministrazione si decise di abbattere le storiche porte di via Milano, Ticino e Novara, ridotte ormai a ruderi e considerate ostacoli per la viabilità. Il prato di porta Milano fu sistemato a piazza e intitolato a Giuseppe Garibaldi. Inoltre venne migliorata l'illuminazione pubblica con nuove lampade a petrolio e venne aperto un asilo infantile, nel quale fece entrare a sue spese venti bambini. Tra i problemi affrontati dall'Amministrazione, vi erano il risanamento del Bilancio e la realizzazione di importanti lavori pubblici, che costrinsero il governo cittadino ad aumentare tasse e dazi. Con le elezioni del 1863, il governo nominò sindaco l'ing. Carlo Crespi, e Pasquale Pozzi rimase nell'Amministrazione Comunale come assessore.
Fu anche assiduo collaboratore del "Bollettino dell'associazione cotoniera italiana".
Dopo la sua morte, la moglie e il figlio Ercole continuarono l'attività industriale; nel 1889, i figli Ercole e Pietro si unirono nella nuova società di filatura, tessitura e commercio di cotone Fratelli Pozzi fu Pasquale, intitolata alla memoria del padre, che dal 1929 avrebbe assunto l'attuale denominazione Pozzi Electa, e il cui stabilimento di Clusone si trova proprio nella via a lui dedicata.